# Isabel Marcos
Isabel Marcos, née en 1970 à Abrantes (Portugal), est une sémioticienne, architecte et urbaniste franco-portugaise.

## Biographie
Isabel Marcos obtient en 1996 un Ph.D en sémiotique « Le sens Urbain. Lisbonne : morphogenèse et sémiogenèse » à l'université d’Aarhus (Centre de Recherche en Sémiotique) au Danemark, en 1992 un Master II (Certificat d’études approfondies en architecture C.E.A.A.) en Sciences de la conception en architecture à l’école d’architecture de Paris–la–Villette et en 1991 un Master II (Diplôme d’études approfondies D.E.A.) en anthropologie sociale et sociologie à l'Université Paris V Sorbonne.
En 2009, elle devient membre élu responsable de divers réseaux sémiotiques : membre du comité exécutif de l'Association mondiale de sémiotique IASS-AIS représentante nationale du Portugal (2009-2019) et en 2010 Vice-Présidente de l'Association internationale de sémiotique visuelle (AISV-IAVS) (2010-2023).

## Thèmes de recherche
Sa réflexion s'inscrit dans le prolongement de la « sémiotique dynamique » de Per Aage Brandt et de Jean Petitot et notamment de la théorie des catastrophes du mathématicien René Thom. Elle est pionnière en sémiotique dynamique du territoire dès 1996. Ces champs d’expertise permettent de comprendre « le territoire » comme un horizon de savoirs. Ainsi « le territoire » surgit comme un objet langagier, interdisciplinaire et multi-scalaire, de ce fait il est possible d’envisager une nouvelle théorie sémiophysique territoriale où les formes territoriales et leurs significations sont saisies ensemble.

## Œuvres (sélection)
(mars 2025).
Isabel Marcos a publié un grand nombre d'articles et livres sur la sémiotique dynamique et les sciences du territoire, parus notamment dans les revues : Nouveaux Actes Sémiotiques, DEGRES, Semiotica (éditions De Gruyter Mouton), Revista Estudos Semióticos (Editora FFLCH-USP) et dans la direction d’ouvrages : Aracne editrice, Editora Annablume, Sémiotiques Européennes (Éditions Peter Lang), etc.
- Espace, sémiotique et cognition, (Isabel Marcos Ed.), in DEGRES-Revue de synthèse à orientation sémiologique, Bruxelles, no 156-157, 184p.,  (ISSN 0376-8163). (WOS), Bruxelles, bilingue : français et anglais, 2014.
- La sémiotique de l’espace-temps face à l’accélération de l’histoire, (Isabel Marcos Ed.) in DEGRES-Revue de synthèse à orientation sémiologique, no 153, 116p.,  (ISSN 0770-8378) (WOS), Bruxelles, bilingue : français et anglais, 2013.
- “Urban Morphogenesis”, (Danesi, Marcel, Ed.) in Semiotica, Harvard, (192), 1–14,  (ISSN 1613-3692 et 0037-1998), DOI 10.1515/sem-2012-0077, October 2012.2012.2012. (WOS), 2012[6].
- “Urbain Universals”, in Semiosis and Catastrophes. René Thom’s Semiotic Heritage, (Wildgen, Wolfgang et Brandt, Per Aage, Eds.), Sémiotiques Européennes : langage, cognition et culture, (Bern, Berlin, Frankfurt, New York, Paris, Wien) Peter Lang – (ISBN 978-3-0343-0467-2), 2010